# 세남로
세남로(Senam-ro)은 전라남도 나주시 세지면에서 남평읍를 잇는 213.1km 도로이다

## 주요 경유지
전라남도
- 나주시 (세지면 . 봉황면 . 산포면 . 다도면 . 남평읍)

## 노선
| 이름               | 접속 노선                                                  | 소재지 | 소재지 | 비고                    |
| ------------------ | ---------------------------------------------------------- | ------ | ------ | ----------------------- |
| 동창사거리         | 지방도 제820호선 (동창로)                                  | 나주시 | 세지면 |                         |
| 봉황면덕림리교차로 | 국가지원지방도 제55호선 (지평로)                           | 나주시 | 봉황면 |                         |
| 월봉 교차로        | 국가지원지방도 제55호선 (지평로)                           | 나주시 | 봉황면 |                         |
| 봉황면철전리교차로 | 국가지원지방도 제55호선 (지평로)                           | 나주시 | 봉황면 |                         |
| 철전 교차로        | 국가지원지방도 제55호선 (지평로)                           | 나주시 | 봉황면 |                         |
| 문현 교차로        | 국가지원지방도 제55호선 (지평로)                           | 나주시 | 봉황면 |                         |
| 봉황면죽석리교차로 | 국가지원지방도 제55호선 (지평로) 지방도 제818호선 (금봉로) | 나주시 | 봉황면 | 지방도 제818호선과 중복 |
| 봉황면송현리교차로 | 지방도 제818호선 (도천로)                                  | 나주시 | 봉황면 | 지방도 제818호선과 중복 |
| 유곡교             |                                                            | 나주시 | 봉황면 |                         |
| 유곡 교차로        | 국가지원지방도 제55호선 (지평로) 옥산유곡길                | 나주시 | 봉황면 |                         |
| 신도삼거리         | 산포로                                                     | 나주시 | 산포면 |                         |
| 도래 교차로        | 국가지원지방도 제55호선 (지평로) 다도로                    | 나주시 | 다도면 |                         |
| 산포면옥동교차로   | 다도로                                                     | 나주시 | 산포면 |                         |
| 산제삼거리         | 송림산제길 산제길                                          | 나주시 | 산포면 |                         |
| 교원 교차로        | 국가지원지방도 제55호선 (세남로) 교원교촌길                | 나주시 | 남평읍 |                         |
| 산포교             |                                                            | 나주시 | 남평읍 |                         |
| 남평오거리         | 지방도 제822호선 (지석로)                                  | 나주시 | 남평읍 |                         |
| 산남로와 직결      |                                                            |        |        |                         |

## 주요 건물 및 시설
- 동창종로약국 (세남로 3/오봉리 236-41)
- 백제경정비 (세남로 6/오봉리 242-5)
- S-OIL 죽석주유소 (세남로 719/죽석리 2-2)
- HD현대오일뱅크 산제주유소 (세남로 1374/산제리 486-1)
- 전라남도 농업기술원 (세남로 1508/산제리 206-7)
- CU 남평한국점 (세남로 1544/교원리 828)
- 동아자동차부분정비공업사 (세남로 1640/교원리 509-2)